# Supercoppa del Kosovo 2019
La 26ª edizione della Supercoppa del Kosovo si sarebbe dovuta svolgere nell'agosto 2019. Visto che il Feronikeli ha trionfato sia in Superliga e Futbollit të Kosovës 2018-2019, sia in coppa nazionale, il trofeo gli è stato assegnato d'ufficio.
Il Feronikeli ha conquistato il trofeo per la seconda volta nella sua storia.